# Geoffroy II. Lovaňský
Geoffroy II. (nizozemsky: Godfried; cca 1110 – 13. června 1142) byl lovaňský hrabě, od 23. ledna 1139 díky dědictví brabantský lankrabě. Byl synem Geoffroye I. a Idy z Chiny. Byl také dolnolotrinským vévodou (jako Geoffroy VII.), a jako takový také antverpský markrabě, jmenováním v roce 1139 po smrti vévody Walrama.
Poprvé byl spojen se svým otcem v roce 1136, kdy poprvé získal vévodský titul. To potvrdil Konrád III. Německý, který se oženil se sestrou Geoffroyovy manželky. Walram zanechal syna, Jindřicha II. Limburského, který si kladl nárok na vévodská práva svého otce. Geoffroy a Jindřich vstoupili do války, ve které byl Jindřich rozhodně a rychle zničen, nicméně Geoffroy si své vítězství dlouho neužíval. Dva roky poté ho zabila nemoc jater. Byl pohřben v kostele svatého Petra v Lovani.
Oženil se s Luitgardou, dcerou Berengara II. Sulzbašského a sestrou německé královny Gertrudy von Sulzbach, manželky Konráda III. Německého, a Bertou, manželkou byzantského císaře Manuela I. Komnena. Prostřednictvím tohoto manželství se Geoffroy spojil s vlivnou dynastií Štaufů. Toto spojenectví posílilo jeho politický vliv ve Svaté říši římské během období politických a územních konfliktů.
V obou hrabstvích i vévodství ho na trůnu vystřídal jeho syn Geoffroy III.